# Butter chicken
Butter chicken, znany także pod tradycyjną nazwą murgh makhani – danie kuchni indyjskiej wywodzące się z Delhi. Jest to rodzaj curry z kurczaka podawanego w pomidorowo-maślanym sosie. Butter chicken jest daniem podobnym do kurczaka tikka masala, od którego różni się m.in. łagodniejszym smakiem i pochodzeniem. 

## Historia
Danie zostało po raz pierwszy przygotowane w latach pięćdziesiątych XX wieku w restauracji Moti Mahal, położonej w Old Delhi należącej do Kundana Lal Jaggiego i Kundana Lal Gujrala (uchodźców z Peszawaru). Murgh makhani powstało przypadkowo po tym jak klient restauracji chciał zamówić curry z kurczaka, ale dostępny był tylko kurczak tandoori do którego szef kuchni musiał przygotować sos, składający się wtedy ze śmietany, pomidorów, masła i kilku przypraw.
W 1975 roku pojawiła się angielska nazwa potrawy "butter chicken" w menu restauracji Gaylord India. Danie powszechnie występuje w Indiach, Pakistanie oraz państwach gdzie obecna jest południowoazjatycka diaspora. Ze względu na dużą popularność poza Indiami butter chicken bywa błędnie określany jako potrawa pochodzenia zachodniego.

## Przygotowanie

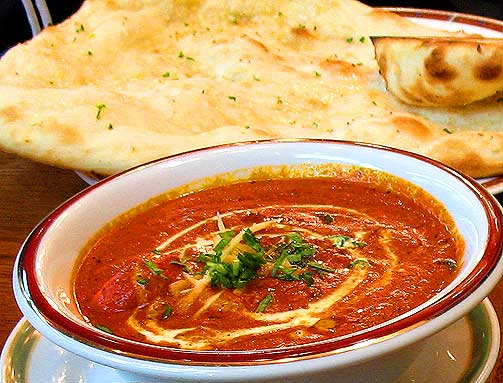
Butter chicken podany z pieczywem Naan

Kurczak jest marynowany przez kilka godzin w mieszance soku z cytryny, jogurtu, czerwonego chili, soli, garam masala, pasty imbirowej i pasty czosnkowej. Kurczak następnie jest pieczony w tandoorze, ale może być też grillowany, pieczony w piekarniku lub smażony na patelni. Podawany jest w łagodnym sosie curry z dodatkiem masła na bazie pomidorów, czosnku i imbiru, który gotuje się na wolnym ogniu do uzyskania gładkiej konsystencji i odparowania znacznej części wody. Istnieje wiele wariacji na temat składu i przyprawiania sosu. Przyprawy mogą obejmować kardamon, kminek, goździki, cynamon, kolendrę, pieprz, garam masala.
Potrawa podawana jest z chlebkiem naan lub ryżem basmati.